# La reina de la nieve
La reina de la nieve (en inglés: The Snow Queen) es una novela de ciencia ficción escrita por la estadounidense Joan D. Vinge. La publicó en 1980 la editorial Dial Press. Fue galardonada con el premio Locus a mejor novela de ciencia ficción y con el premio Hugo en la misma categoría en las ediciones de 1981.